# Radio Sol FM
Radio Sol FM es una estación de radio chilena con sede en Antofagasta, perteneciente a la Universidad Católica del Norte. Sus estudios se encuentran ubicados en calle Manuel Antonio Matta 2827.

## Historia
El 30 de octubre de 1966, el diario local El Mercurio de Antofagasta informaba: "En forma experimental, la Universidad del Norte inaugura su emisora de frecuencia modulada, a cargo del Departamento de Extensión y Acción Universitaria". Esta emisora, la primera FM de Antofagasta y que es la precursora de Radio Sol FM, tuvo su origen en un transmisor que hizo como memoria para optar al título de ingeniero electrónico el alumno Raúl Vitalic, el que posteriormente fue adquirido por la Universidad.
Inició sus funciones en el pabellón L de la casa de estudios, bajo el nombre de Radio Universidad del Norte, ocupando en ese entonces el 100.1 MHz. Las transmisiones en sus inicios eran solo de 3 horas diarias. Posteriormente en 1968, con el llamado Crédito Francés, se adquirió un transmisor de 50 watts muy moderno para la época, con ello se consiguió ampliar su cobertura y subir la programación a 8 y luego a 18 horas diarias.
El 5 de abril de 1982 se crea la Red de Radio y Televisión de la Universidad del Norte, que se termina concretando con el inicio de las transmisiones de Telenorte y Radio Sol FM un año después, el 24 de abril de 1983, tras la adquisición de la frecuencia de Radio Astral, trasladándose del 100.1 MHz al 97.7 MHz. Es considerada la primera radioemisora derivada de y/o perteneciente a un canal de televisión en la historia de los medios de comunicación del país. 
Entre 1988 y hasta fines de 1992, Radio Sol FM expande su señal con estaciones propias en las ciudades de Arica (90.3), Iquique (91.3) y La Serena-Coquimbo (103.9).
Radio Sol FM recibió en el año 2005 el Premio APES a la Mejor Proyección Radial en Regiones.
El 31 de julio de 2017 Radio Sol dejó de transmitir en Calama en el 96.1. Actualmente Radio Sol FM transmite solo en el 97.7 MHz para Antofagasta y de manera digital en su sitio web. 
El 16 de junio de 2020, inauguró su segunda señal en línea de nombre Radio Sol Classic, accesible por la página de la emisora https://radiosol.cl/
Su director gerente es el periodista Eduardo Guggiana Jorquera.

## Frecuencias anteriores
- 90.3 MHz (Arica); hoy Radio Carolina, sin relación con Universidad Católica del Norte.
- 91.3 MHz (Iquique); hoy Radio Carolina, sin relación con Universidad Católica del Norte.
- 96.1 MHz (Calama); hoy Radio Integral, sin relación con Universidad Católica del Norte.
- 100.1 MHz (Antofagasta); no existe.
- 103.9 MHz (La Serena/Coquimbo); no existe.